# Puckwoodgenie
Le Puckwoodgenie est, selon Pierre Dubois, une sorte de lutin des forêts issu de légendes amérindiennes, qui commande aux éléments et protège la faune, la flore et les récoltes. Ils ont une fonction d'intermédiaire entre les forces de la nature et les hommes.